# Hawarden (Wales)
Hawarden (Penarlâg in het Welsh) is een plaats in Wales, in het bestuurlijke graafschap Flintshire en in het ceremoniële behouden graafschap Clwyd. De plaats telt 1.858 inwoners.
Het was in 1898 de sterfplaats van voormalig Brits premier William Gladstone.

## Geboren
- Elise Hughes (2001), voetbalster